# Austrothelphusa raceki
Austrothelphusa raceki е вид ракообразно от семейство Gecarcinucidae. Видът не е застрашен от изчезване.

## Разпространение
Разпространен е в Австралия (Куинсланд).